# Ivan Eklind

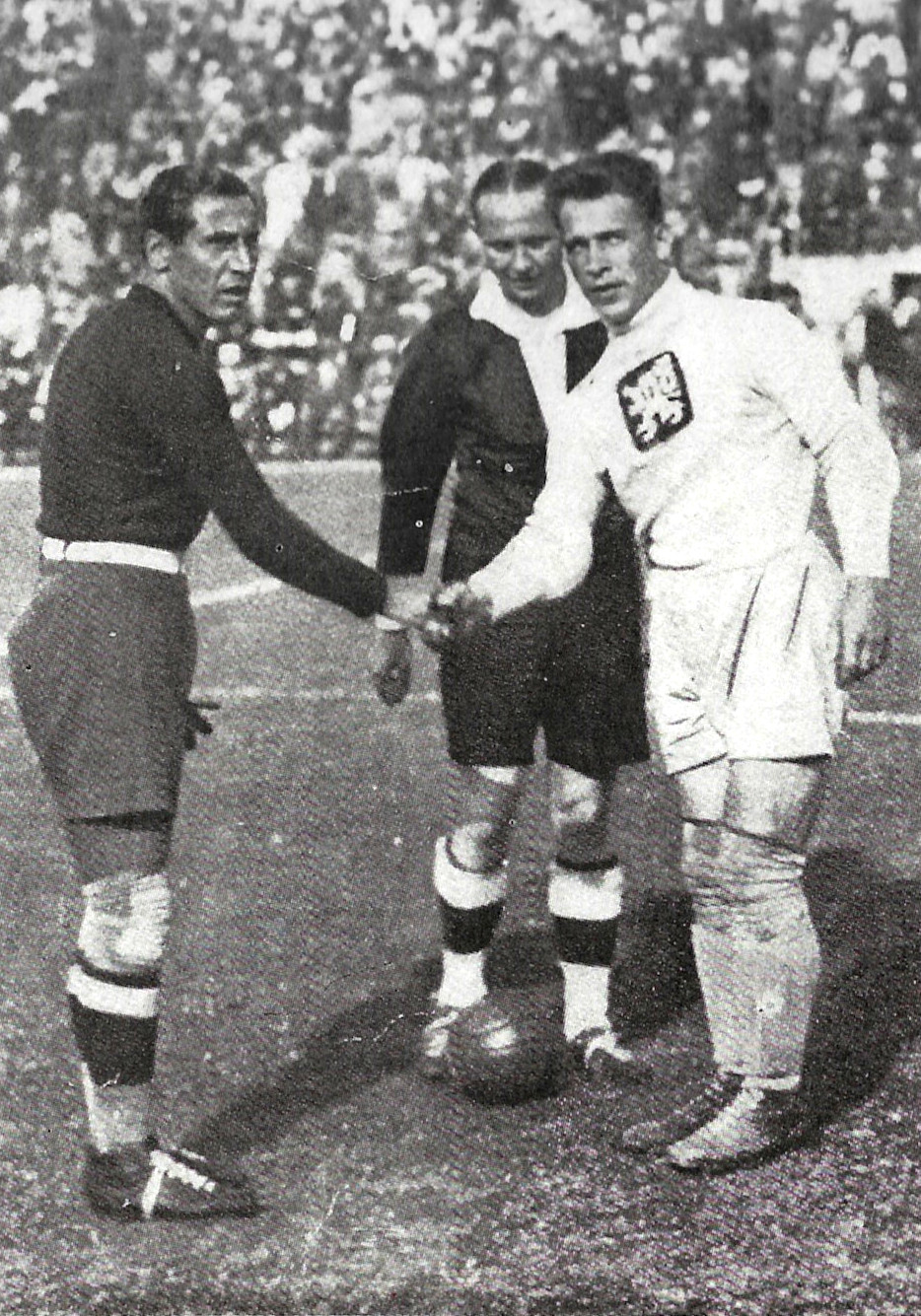
Ivan Eklind (giữa) tại Giải vô địch bóng đá thế giới 1934.

Ivan Henning Hjalmar Eklind (15 tháng 10 năm 1905 – 23 tháng 7 năm 1981) là một trọng tài bóng đá người Thụy Điển. Ông được biết đến là trọng tài chính bắt Trận chung kết Giải vô địch bóng đá thế giới 1934 giữa hai đội tuyển Ý và Tiệp Khắc. Ông là trọng tài trẻ nhất từng bắt một trận chung kết của Giải vô địch bóng đá thế giới ở tuổi 29.